# Bitva u Šarišského Potoka
Bitva u Šarišského Potoka, známá též pod názvem bitva u Blatného Potoka, proběhla dne 21. května 1458 poblíž maďarského města Sárospatak. Bratříci vedení Petrem Aksamitem zde podlehli mnohanásobné přesile uherského vojska krále Matyáše Korvína. Šlo o první velkou porážku bratříků, při níž padl i jejich hlavní velitel Aksamit.

## Příčiny
Po roce 1453 v Horních Uhrách významně vzrostla moc bratříků, vojenských sdružení tvořených z velké části z bývalých husitů, k nimž se přidali po odchodu Jana Jiskry z Uher mnozí z jeho oddílů. Vojensky ovládali celé východní a zčásti i střední Slovensko a uherský královský dvůr proti nim organizoval nepříliš úspěšné vojenské výpravy. Soustředěný útok proti bratříkům zahájil krátce po svém nástupu na trůn Matyáš Korvín. Jmenoval kapitánem Horních Uher Šebestiána Rozgonyiho a pověřil ho úkolem vypudit bratříky ze země. Rozgonyi shromáždil silné vojsko, které již v dubnu roku 1458 porazilo bratříky vedené Martinem Valgatou a dobylo jejich opevněné hrady v Rimavské Seči a ve Vadně v severním Maďarsku. Podařilo se jim dobýt bratřický tábor v Nižné Myšli u Košic, kde dal Rozgonyi povraždit všechny zajatce s výjimkou jediné ženy.

## Průběh bitvy
V době, kdy již bratřické hrady vzdorovaly královským oddílům, vytáhl vrchní velitel bratříků Petr Aksamit v čele vojska na loupežnou výpravu do okolí řeky Tisy. Dalšími veliteli byli Jan Talafús, Martin Valgata a Jašek Údrcký. Bratříci, jejichž vojsko údajně čítalo asi 2500 bojovníků, byli zaskočeni mnohanásobnou uherskou přesilou na poli zvaném Botkö, mezi obcemi Sárospaták a Ardó, když se chystali překročit řeku Bodrog. S řekou za zády se dostali do velmi nevýhodné situace a po krátkém hrdinném boji podlehli přesile. Padl zde Aksamit a s ním na 600 bojovníků. Jízda vedená Talafúsem a Údrckým, kde se statečně bili zejména Poláci, se zachránila útěkem, ale i jízdní měli značné ztráty. Bitvě prý přihlížel král Matyáš z blízké hory, která pak údajně dostala jméno Královská hora.

## Důsledky
Smrtí Petra Aksamita ztratilo bratrstvo svého uznávaného vůdce a nadále se nepodařilo udržet bratřické oddíly pod jednotným velením, ač se o to snažil Talafús, po jeho smrti nejvýznamnější z kapitánů. Hájili se na svých hradech a v táborech, které postupně ztráceli, ale ještě řadu let odolávali mnohem silnějšímu nepříteli. Definitivní konec bratříků znamenala až porážka u Velkých Kostoľan v roce 1467.